# 洛賈尼夫卡
50°14′45″N 27°34′39″E / 50.24583°N 27.57750°E
洛賈尼夫卡（烏克蘭語：Лодзянівка），是烏克蘭西部的村莊，隸屬赫梅利尼茨基州的舍佩蒂夫卡區。該村面積0.82平方公里，海拔高度237米，2001年人口182，人口密度每平方公里223人。